# Kaïnate
L'ion kaïnate est un agoniste spécifique des récepteurs kaïnate. Le kaïnate imite l'effet du glutamate. Il est utilisé dans des expériences pour distinguer un récepteur des autres récepteurs ionotropes du glutamate qui sont activés par différents agonistes : le NMDA et le AMPA.